# 8742 Bonazzoli
8742 Bonazzoli è un asteroide della fascia principale. Scoperto nel 1998, presenta un'orbita caratterizzata da un semiasse maggiore pari a 2,1920677 au e da un'eccentricità di 0,0764609, inclinata di 2,85058° rispetto all'eclittica.
L'asteroide è dedicato all'italiano Roberto Bonazzoli, amico dello scopritore.